# Nordschifforn
Nordschifforn (Schiffornis veraepacis) är en fågelart i familjen tityror inom ordningen tättingar.

## Utbredning och systematik
Nordlig schifforn delas in i fyra underarter med följande utbredning:
- S. v. veraepacis – sydöstra Mexiko till södra Costa Rica
- S. v. dumicola – västra Panama
- S. v. rosenbergi – västra Colombia och västra Ecuador
- S. v. acrolophites – höglänta områden i östligaste Panama och nordvästra Colombia

Tidigare behandlades den som en del av S. turdina. 

## Status och hot
Arten har ett stort utbredningsområde, men tros minska i antal, dock inte tillräckligt kraftigt för att den ska betraktas som hotad. Internationella naturvårdsunionen IUCN listar arten som livskraftig (LC). Beståndet uppskattas till i storleksordningen 50 000 till en halv miljon vuxna individer.